# Juan de Hernández
José de Hernández Díaz (ur. 27 grudnia 1947) – gwatemalski zapaśnik walczący w stylu klasycznym. Olimpijczyk z Monachium 1972, gdzie zajął piętnaste miejsce w kategorii do 62 kg

## Letnie Igrzyska Olimpijskie 1972
| Konkurencja          | Rundy eliminacyjne    | Rundy eliminacyjne           | Klas. końcowa |
| Konkurencja          | Przeciwnik I          | Przeciwnik II                | Miejsce       |
| -------------------- | --------------------- | ---------------------------- | ------------- |
| 62 kg styl klasyczny | Martti Laakso (FIN) P | Heinz-Helmut Wehling (DDR) P | 15.           |